# Marion Jollès
Marion Jollès Grosjean, plus connue sous le nom de Marion Jollès, née le 8 décembre 1981 à Meaux en Seine-et-Marne, est une présentatrice et journaliste française. Elle est mariée depuis le 27 juin 2012 avec le pilote automobile franco-suisse Romain Grosjean.

## Biographie

### Formation
Marion Jollès fait des études de journalisme à Paris. En parallèle, elle effectue régulièrement des stages dans des radios et travaille comme pigiste. À la suite de l'obtention d'une maîtrise d'anglais, Marion Jollès part étudier six mois au Canada et revient en France pour poursuivre ses études. Elle obtient un DESS en journalisme bilingue français-anglais.

### Une carrière en ascension
Elle travaille ensuite sur la chaîne Eurosport. Puis, en 2005, elle présente sur TF1 un programme court sur la sécurité routière : La bonne conduite. La même année, elle est également choisie pour présenter l'émission hebdomadaire Automoto.
À partir de mars 2009, elle coprésente F1 à la Une avec Denis Brogniart, en remplacement d'Anne-Laure Bonnet. Elle fait ses débuts au Grand Prix d'Espagne, à Barcelone. Sa maîtrise de l'anglais fait qu'elle arrive à interviewer bon nombre de pilotes sur les grilles de départ et dans les paddocks.
Elle présente à partir de septembre 2009, l'émission Confessions intimes sur TF1. En septembre 2013, NT1 diffuse également l'émission, mais les plateaux de lancement sont effectués par Christophe Beaugrand.
Cependant, l'émission continue sur la première chaîne avec Marion Jollès jusqu'en 2014.
À partir de janvier 2010, elle coprésente l'émission L'Affiche du Jour vers 12 h 50 sur TF1 avec Christian Jeanpierre, un programme court consacré principalement au football. Pendant les compétitions sportives de football (Coupe du monde de football et Championnat d'Europe de football), elle présente l'émission seule en studio, en duplex avec Christian Jeanpierre et parfois Arsène Wenger, présent sur place pour couvrir l’événement, via un écran. De plus, pendant la Coupe du monde de football 2010, la Coupe du monde de rugby à XV 2011 et l'Euro 2012 elle présenta également la déclinaison nocturne du programme L'Affiche du Soir, diffusée en troisième partie de soirée.
Depuis juin 2010, Marion Jollès intervient pour un site de conseil en paris sportifs en qualité de consultante et d'expert pronostic.
En juillet 2010, elle est élue par les pilotes de Formule 1 « plus belle femme du paddock 2010 ».
Depuis septembre 2010, elle participe occasionnellement à l'émission Le Grand Concours des animateurs (sur TF1), une émission de questions/réponses organisée pour les animateurs et animatrices de télévision.
Le 31 décembre 2010, elle co-présente En route pour 2011, la soirée de passage à la nouvelle année avec Arthur sur TF1. La collaboration entre les deux présentateurs continue en août 2011, elle présente avec l'animateur-producteur Des talents à couper le souffle, toujours une TF1. Depuis Las Vegas, l'émission présente aux téléspectateurs des images de différents spectacles digne d'un cabaret.
Du 11 mars 2012 à juin 2013, elle présente la nouvelle version d'Automoto sur TF1 avec Denis Brogniart.
Le 10 juin 2012, elle apparaît dans un épisode d'À la recherche du nouvel Agius, une série d'épisodes d'un faux casting organisé par NT1 diffusé sur les réseaux sociaux pour trouver le (la) futur(e) partenaire de Philippe Chereau à la présentation de Catch Attack.

### Une présence réduite
Dès 2014 et après la naissance de son premier enfant, la présentatrice privilégie les émissions tournées en plateau pour des raisons pratiques. Pour cette raison, sa présence dans l'équipe d'Automoto se réduit vue que l'émission est désormais tournée exclusivement en extérieur. Elle reste cependant à la présentation de certaines émissions, quelques fois par an.
En 2014 et 2015, elle présente l'émission Histoire d'un rêve chaque mardi et vendredi à 13 h 55 sur TF1, un programme court anciennement présenté par Hélène Boucher (sur France 2),.
Le 18 mai 2014, elle présente sur NT1 l'émission d'avant-course du GP moto de France avec de nombreux invités à ses côtés.
Depuis décembre 2014, elle présente les tirages du loto et de l'EuroMillions, sur TF1.
En 2017 et 2018, elle présente accompagné de Vincent Lahalle, les émissions d'encadrement des courses hippiques retransmises par TF1, en alternance avec Denis Brogniart,,.
Dès septembre 2018, en remplacement de Grégoire Margotton, elle présente en alternance avec Charlotte Namura : Rendez-vous Sport, qui revient sur les temps forts sportifs du weekend, chaque dimanche après Le 20H. Dans le même temps L'affiche de la semaine s'arrête en juillet 2018 avant l'arrêt quelques mois plus tard de L'affiche du jour. En septembre 2019, Nathalie Ianetta récupère en solo la présentation de Rendez-vous Sport.
En 2018 et 2019, lorsque la Formule 1 revient partiellement sur TF1, elle présente l'émission d'avant-course lors des GP de France et de Monaco. Son rôle consiste à présenter les enjeux de la course mais aussi de recueillir les réactions des directeurs d'écuries et des pilotes depuis la grille de départ et la voie des stands,,. Le 3 novembre 2019, elle présente également sur TMC, l'émission d'avant-course lors du Grand-Prix des États-Unis.
L'année 2019 marque un tournant dans sa carrière, il s'agit de sa dernière année à la présentation d'Automoto. Sa présence, à la tête du magazine, était réduite aux Grands-Prix de Formule 1 qu'elle présentait. Dès lors, ses apparitions sur TF1 sont réduites à la présentation du loto et de l'EuroMillions, ce qui lui permet de passer plus de temps en famille et pour l'une de ses passions : l'écriture.

### Un départ de l'antenne
Fin décembre 2021, elle déménage aux États-Unis pour suivre son mari, pilote d'Indycar sur l'intégralité de la saison 2022 et abandonne ses activités sur TF1. Sa dernière présentation en 2021 sur la première chaîne a lieu lors du tirage de l'EuroMillions du 3 décembre, elle y apparaît une dernière fois le 15 janvier 2022 lors du Grand Concours des animateurs.

## Bilan artistique et médiatique

### Animatrice TV
- 2005 : La bonne conduite sur TF1
- 2005-2019 : Automoto sur TF1
- 2009-2012 : F1 à la une sur TF1 avec Denis Brogniart
- 2009-2014 : Confessions intimes sur TF1
- 2010-2018 : L'affiche du jour/ de la semaine sur TF1 avec Christian Jeanpierre
- 2010 : L'Affiche du soir sur TF1
- 2011 : Des talents à couper le souffle sur TF1 avec Arthur
- 2014 : Histoire d'un rêve sur TF1
- 2014-2021 : Tirages du Loto et Euromillions sur TF1 : présentatrice (en alternance avec Jean-Pierre Foucault, Iris Mittenaere, Christophe Beaugrand, Karine Ferri, Elsa Fayer et Anaïs Grangerac)
- 2017-2018 : Hippisme sur TF1 avec Vincent Lahalle
- 2018-2019 : Rendez-vous Sport sur TF1 (en alternance avec Charlotte Namura)
- 2018-2019 : Avant-course Formule 1 sur TF1 et TMC accompagnée de Pierre Gallaccio (2018) puis Romain Chemoul (2019)

### Publications
- Marion Jollès-Grosjean et Romain Grosjean (photogr. Patrick Rougereau), Cuisine et confidences : 46 recettes à partager en famille et entre amis, Studio Rougereau, 31 octobre 2017, 164 p., 27,5 × 25 cm (ISBN 978-2-9522876-9-2).
- Marion Jollès-Grosjean, À sœur-perdue, City Éditions, 10 mars 2021, 288 p., 14,5 × 22,4 cm (ISBN 978-2-8246-1834-0, résumé).
- Romain Grosjean et Marion Grosjean, La mort en face, City Éditions, 20 octobre 2021, 256 p., 22 × 14 cm (ISBN 978-2-8246-1943-9)
- (en) Romain Grosjean et Marion Grosjean, Facing Death, City Éditions, 24 mai 2022, 320 p., 15,24 × 22,86 cm (ISBN 978-2824636887).
- Marion Grosjean, Les fausses promesses des cigognes, Éditions de L’Archipel, 4 avril 2024, 394 p., 14,3 × 22,5 cm (ISBN 978-2-8098-4940-0).

## Vie privée
En couple depuis 2008 avec le pilote franco-suisse de Formule 1 Romain Grosjean, ils se sont mariés le 27 juin 2012 à Chamonix  et rajoute son nom de famille au sien.
Ils ont deux garçons et une fille.
En février 2025 elle a un accident de vélo en Floride.